# Gracy Singh
Pour les articles homonymes, voir Singh.
Gracy Singh est une actrice indienne née le 20 juillet 1980 à New Delhi.

## Biographie
Gracy Singh commence sa carrière à la télévision où elle est connue pour le rôle de « Dinki » dans la série populaire Amanat, diffusée sur Zee TV. Elle passe en très peu de temps de la télévision aux films de grande production et de renommée internationale : en 2001, elle joue Gauri la villageoise, un des principaux rôles du film Lagaan, au côté d’Aamir Khan. 2003 est également une très bonne année pour l’actrice, puisqu’elle joue dans trois films à gros succès : Armaan, Gangaajal et Munna Bhai M.B.B.S. pour lequel elle reçoit l’éloge des critiques, bien que le film soit entièrement focalisé sur le personnage joué par Sanjay Dutt. De par le succès de ses films, elle devient une mascotte de Bollywood.

## Filmographie

### Cinéma
- 1998 : Sar Utha Ke Jiyo
- 1999 : Hu Tu Tu de Sampooran Singh Gulzar : Shanti
- 1999 : Hum Aapke Dil Mein Rehte Hain de Satish Kaushik : Maya (en tant que Gracy)
- 2001 : Lagaan de Ashutosh Gowariker : Gauri
- 2002 : Santosham de Dasaradh : Padmavathi
- 2002 : Tappu Chesi Pappu Koodu
- 2003 : Armaan de Honey Irani : Dr. Neha Mathur
- 2003 : Pehli Nazar Ka Pehla Pyaar : Love at First Sight de Dasharth : Annu
- 2003 : Gangaajal de Prakash Jha : Anuradha
- 2003 : Munna Bhai M.B.B.S. de Rajkumar Hirani : Dr. Suman Asthana (Chinki)
- 2004 : Muskaan : Muskaan
- 2004 : Shart: The Challenge de Puri Jagannath : Sonam
- 2004 : Wajahh: A Reason to Kill de Gautam Adhikari : Trishna Bhargava
- 2005 : The White Land de Jayant Gillator : Sudha Patel
- 2005 : Yehi Hai Zindagi : Vasundhara Rao
- 2008 : Chanchal : Chanchal
- 2008 : Desh Drohi : Sonia Patil
- 2008 : Lakh Pardesi Hoiye : Neha
- 2009 : Aseema: Beyond Boundaries : Prof. Aseema L. Patnayak
- 2009 : Dekh Bhai Dekh: Laughter Behind Darkness : Babli Lala
- 2009 : Loudspeaker : Annie
- 2009 : Meghave Meghave
- 2010 : Rama Rama Krishna Krishna
- 2011 : Milta Hai Chance by Chance : Megha
- 2012 : Aappan Pher Milange : Gulab[1]
- 2012 : Dangerous Ishhq
- 2012 : Andhla Doctor
- 2013 : Mahabharat Aur Barbareek[2]
- 2013 : Samadhi[3]
- 2013 : Janta vs Janardhan[4]
- 2015 : Chooriyan
- 2017 : Blue Mountains : Vani
- Date inconnue : Saako-363, Amrita Ki Khejadi

### Télévision

#### Séries télévisées
- 1998 : Rishtey: Rang Di Chunaria
- 2015 : Santoshi Maa : Santoshi Mata